# Tritoniopsis revoluta
Tritoniopsis revoluta är en irisväxtart som först beskrevs av Nicolaas Laurens Nicolaus Laurent Burman, och fick sitt nu gällande namn av Peter Goldblatt. Tritoniopsis revoluta ingår i släktet Tritoniopsis och familjen irisväxter. Inga underarter finns listade i Catalogue of Life.